# Clearfield (Pennsylvania)
Clearfield ist ein Borough im US-Bundesstaat Pennsylvania und County Seat des Clearfield County. Laut Volkszählung im Jahr 2020 hatte die Gemeinde eine Einwohnerzahl von 5962 auf einer Fläche von 4,87 km². Der Ort liegt am Susquehanna River. 

## Geschichte
Clearfield liegt an einer alten Indianerroute und wurde 1840 zu einem Borough. Im Jahr 1966 wurde Clearfield der All-America City Award verliehen, welche typisch amerikanische Städte auszeichnet.

## Sehenswürdigkeiten
In Clearfield befinden sich vier der zwanzig National Registered Historic Places von Clearfield County.
- Clearfield County Courthouse
- Dimeling Hotel
- Old Town Historic District
- Thomas Murray House

## Demografie
Nach der Volkszählung 2020 leben in Clearfield 5962 Menschen. Die Bevölkerung teilt sich im selben Jahr auf in 98,5 % Weiße, 0,1 % Afroamerikaner, 0,4 % amerikanische Ureinwohner, 0,6 % Asiaten und 0,3 % mit zwei oder mehr Ethnizitäten. Hispanics oder Latinos aller Ethnien machten 1,3 % der Bevölkerung aus. Das mittlere Haushaltseinkommen lag bei 44.563 US-Dollar und die Armutsquote bei 19,8 %.

## Persönlichkeiten
- Edward Scofield (1842–1925), Politiker und Gouverneur von Wisconsin
- Cyrus Woods (1861–1938), Jurist, Politiker und Diplomat
- William Irvin Swoope (1862–1930), Politiker
- Hugh Beistle Woodward (1885–1968), Politiker